# Brody (gromada w powiecie iłżeckim)
Brody – dawna gromada, czyli najmniejsza jednostka podziału terytorialnego Polskiej Rzeczypospolitej Ludowej w latach 1954–1972.
Gromady, z gromadzkimi radami narodowymi (GRN) jako organami władzy najniższego stopnia na wsi, funkcjonowały od reformy reorganizującej administrację wiejską przeprowadzonej jesienią 1954 do momentu ich zniesienia z dniem 1 stycznia 1973, tym samym wypierając organizację gminną w latach 1954–1972.
Gromadę Brody siedzibą GRN w Brodach utworzono – jako jedną z 8759 gromad na obszarze Polski – w powiecie iłżeckim w woj. kieleckim, na mocy uchwały nr 13k/54 WRN w Kielcach z dnia 29 września 1954. W skład jednostki weszły obszary dotychczasowych gromad Brody i Ruda ze zniesionej gminy Styków w powiecie iłżeckim oraz obszar dotychczasowej gromady Krynki ze zniesionej gminy Kunów w powiecie opatowskim. Dla gromady ustalono 27 członków gromadzkiej rady narodowej.
31 grudnia 1959 do gromady Brody przyłączono obszar zniesionej gromady Staw Kunowski, przeniesionej tego samego dnia z powiatu opatowskiego do powiatu iłżeckiego.
Gromada przetrwała do końca 1972 roku, czyli do kolejnej reformy gminnej. 1 stycznia 1973 w powiecie iłżeckim (9 grudnia 1973 przemianowanym na starachowicki) utworzono gminę Brody (jednostka o nazwie gmina Brody istniała także przejściowo pod okupacją hitlerowską).